# Kluczewo-Huby
Kluczewo-Huby (prononciation : [kluˈt͡ʂɛvɔ ˈxubɨ]) est un village polonais de la gmina d'Ostroróg dans le powiat de Szamotuły de la voïvodie de Grande-Pologne dans le centre-ouest de la Pologne.
Il se situe à environ 2 kilomètres à l'est d'Ostroróg (siège de la gmina), 8 kilomètres au nord-ouest de Szamotuły (siège du powiat), et à 39 kilomètres au nord-ouest de Poznań (capitale de la Grande-Pologne).

## Histoire
De 1975 à 1998, le village faisait partie du territoire de la voïvodie de Poznań.

Depuis 1999, Kluczewo-Huby est situé dans la voïvodie de Grande-Pologne.
Le village possède une population de 80 habitants en 2006.